# Samoštevilo
Sámoštevílo ali Kolumbijevo število je v matematiki pozitivno celo število, ki ga v dani osnovi ne moremo tvoriti z nekim drugim celim številom, seštetim s svojimi števkami. Število 21, na primer, ni samoštevilo, ker ga lahko dobimo iz vsote števila 15 in njegovih števk, oziroma 21 = 15 + 1 + 5. Za število 20 takšna vsota ne obstaja in zato je 20 samoštevilo. Samoštevila je prvi raziskoval leta 1949 indijski matematik Šri Datatreja Ramačandra Kaprekar (1905-1986). Prva samoštevila v desetiškem sestavu so (OEIS A003052):
1, 3, 5, 7, 9, 20, 31, 42, 53, 64, 75, 86, 97, 108, 110, 121, 132, 143, 154, 165, 176, 187, 198, 209, 211, 222, 233, 244, 255, 266, 277, 288, 299, 310, 312, 323, 334, 345, 356, 367, 378, 389, 400, 411, 413, 424, 435, 446, 457, 468, 479, 490, 501, 512, 514, 525, ...
Pri sodih osnovah so v splošnem vsa soda števila, manjša od osnove, samoštevila, ker mora vsako število manjše od lihega števila biti tudi enomestno in, če ga seštejemo z njego števko, da liho število. Za lihe osnove so vsa liha števila samoštevila.

## Definicija in lastnosti
Naj bo {\displaystyle n}  naravno število. Definiramo {\displaystyle b}-samofunkcijo za osnovo {\displaystyle b>1} {\displaystyle F_{b}:\mathbb {N} \rightarrow \mathbb {N} }:
{\displaystyle F_{b}(n)=n+\sum _{i=0}^{k-1}d_{i}.}
kjer je {\displaystyle k=\lfloor \log _{b}{n}\rfloor +1} število števk v številki v osnovi {\displaystyle b}, in
{\displaystyle d_{i}={\frac {n{\bmod {b^{i+1}}}-n{\bmod {b}}^{i}}{b^{i}}}}
je vrednost vsake števke števila. Naravno število {\displaystyle n} je {\displaystyle b}-samoštevilo če je predpreslikava {\displaystyle n} za {\displaystyle F_{b}} prazna množica.
Na splošno velja, tudi za osnove, da so vsa liha števila samoštevila, saj bi katerokoli število, manjše od tega sodega števila, moralo biti 1-števčno število, ki kadar je dodano svoji števki tvori sodo število. Za lihe baze so vsa liha števila samoštevila.
Množica samoštevil v dani množici {\displaystyle b} je neskončna in ima pozitivno asimptotično gostoto: ko je {\displaystyle b} lih, je ta gostota 1/2.

## Rekurenčna enačba
Naslednja rekurenčna enačba daje samoštevila za osnovo 10:
{\displaystyle C_{k}=8\cdot 10^{k-1}+C_{k-1}+8\!\,,}
kjer je C1 = 9 in k > 1.
Podobno za dvojiška števila:
{\displaystyle C_{k}=2^{j}+C_{k-1}+1\!\,,}
kjer j teče po številu števk, C1 = 1 in k > 0. To rekurenčno enačbo lahko posplošimo za samoštevila v poljubni osnovi b:
{\displaystyle C_{k}=(b-2)b^{k-1}+C_{k-1}+(b-2)\!\,,}
kjer je C1 = b - 1 za sode osnove in C1 = b - 2 za lihe, ter k > 1.
Te rekurenčne enačbe kažejo, da v poljubni osnovi obstaja neskončno mnogo samoštevil.
Obstajajo tudi praštevilska samoštevila. Prva so (OEIS A006378):
3, 5, 7, 31, 53, 97, 211, 233, 277, 367, 389, 457, 479, 547, 569, 613, 659, 727, 839, 883, 929, 1021, ...